# Purpurroter Zwiebelapfel
Der Purpurrote Zwiebelapfel (auch 'Kohlenbacher', 'Christkindler', 'Franzosenapfel', 'Aujäger' oder 'Talapfel') ist eine regionale Apfelsorte. 
Der robuste Mostapfel ist eine Lokalsorte aus dem mittelbadischen Raum zwischen Kenzingen und Kehl (Baden). Die Frucht ist klein und rot bis purpurrot und hat einen kurzen, dicken Stiel. Wegen ihrer intensiven purpurroten Färbung wurden die Früchte früher gerne als Weihnachtsäpfel verwendet.
Der Purpurrote Zwiebelapfel ist heute selten zu finden. Der Baum ist starkwüchsig und sehr robust gegen Krankheiten. Er ist eine typische Streuobstsorte. Der Apfel ist von November bis März genussreif.
Vom Landesverband für Obstbau, Garten und Landschaft Baden-Württemberg  wurde der Purpurroter Zwiebelapfel 2021 zur Streuobstsorte des Jahres ernannt.